# Hiroshi Yamaguchi
Hiroshi Yamaguchi (山口 宏?, Yamaguchi Hiroshi; Yonago, 29 luglio 1964) è uno sceneggiatore e scrittore giapponese.

## Biografia
Partecipò a dei concorsi di fantascienza grazie a Takami Akai, con cui era amico fin dai tempi dalle scuole superiori, e fu accreditato come membro dello staff del periodico Aikoku Sentai Dai Nippon. In questo periodo strinse amicizia con Hideaki Anno, Mahiro Maeda e Shinji Higuchi, con i quali collaborò per la realizzazione dei corti Daicon III (1981) e Daicon IV (1983).
Dopo aver partecipato come animatore a Macross - Il film (1984) come animatore e montatore, entrò a far parte della Gainax. Nel 1992 fondò assieme a Maeda, Higuchi, e Shouji Murahama lo studio di animazione Gonzo. Dopo essere diventato indipendente dall'azienda nel 2001, lavora come scrittore freelance .